# Balajigapade, Chik Ballapur
Balajigapade là một làng thuộc tehsil Chik Ballapur, huyện Kolar, bang Karnataka, Ấn Độ.